# Seli järv
Seli järv – niewielkie jezioro w Estonii, w prowincji Järvamaa, niedaleko wsi Võõbu. Ma 17,6 ha powierzchni, średnią głębokość 1 m, a głębokość maksymalną 1,5 m. Długość linii brzegowej wynosi 1780 m.

## Źródła
- Seli järv (est.)